# Chiridula
Chiridula là một chi bọ cánh cứng trong họ Chrysomelidae.
Chi này được Weise miêu tả khoa học năm 1889.

## Các loài
Chi này gồm các loài:
- Chiridula semenovi Weise, 1889